# 나자스말목

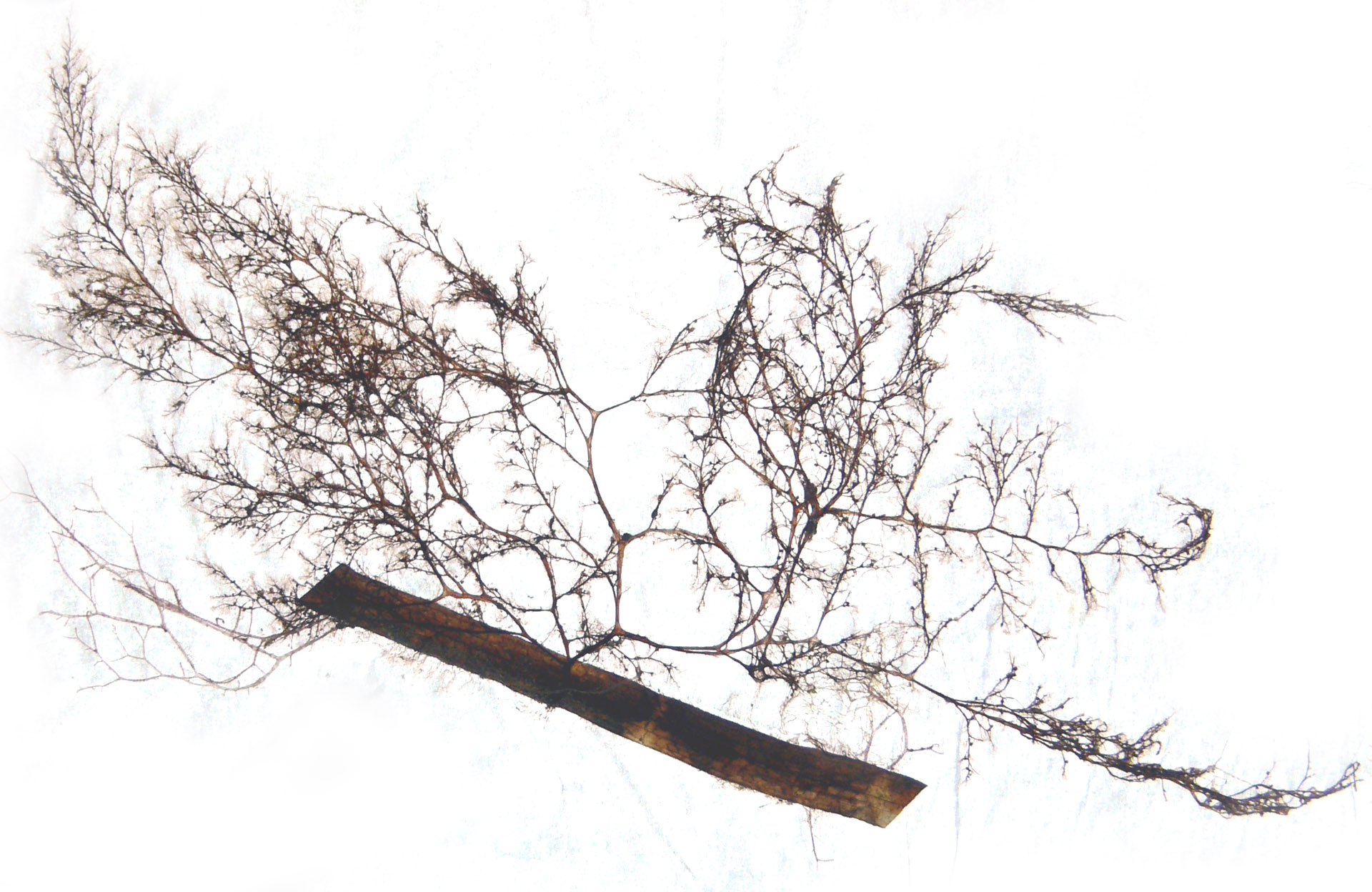

나자스말목(Najadales)은 속씨식물 분류군의 하나이다. 1981년판 크론퀴스트 분류 체계는 택사아강(Alismatidae)에 속하는 식물 목으로 분류했다.
- 나자스말목 (Najadales)
  - 아포노게톤과 (Aponogetonaceae)
  - 장지채과 (Scheuchzeriaceae)
  - 지채과 (Juncaginaceae)
  - 가래과 (Potamogetonaceae)
  - 줄말과 (Ruppiaceae)
  - 나자스말과 (Najadaceae) - 택사목 자라풀과에 포함
  - 뿔말과 (Zannichelliaceae)
  - 포시도니아과 (Posidoniaceae)
  - 키모도케아과 (Cymodoceaceae)
  - 거머리말과 (Zosteraceae)

APG II 분류 체계는 속씨식물군에 속하는 확장된 택사목에 포함시켜 분류하거나 가래목(Potamogetonales)으로 분류한다.
- 가래목 (Potamogetonales)
  - 장지채과 (Scheuchzeriaceae)
  - 아포노게톤과 (Aponogetonaceae)
  - 지채과 (Juncaginaceae)
  - 마운디아과 (Maundiaceae)
  - 거머리말과 (Zosteraceae)
  - 키모도케아과 (Cymodoceaceae)
  - 뿔말과 (Zannichelliaceae) - 택사목 가래과에 포함
  - 가래과 (Potamogetonaceae)
  - 포시도니아과 (Posidoniaceae)
  - 줄말과 (Ruppiaceae)